# Kathrin Beck
Kathrin Beck (* 8. März 1966 in Wien) ist eine österreichische Schauspielerin und ehemalige Eiskunstläuferin.

## Leben

### Eiskunstlauf
Kathrin Becks Eltern waren Mitglieder im Wiener Eislauf-Verein, gemeinsam mit ihrem Bruder Christoff Beck absolvierte sie dort einen Kinderkurs, wo bald das Talent der beiden erkannt wurde. Von 1983 bis 1988 waren Christoff und Kathrin Beck sechs Mal in Folge bei den Österreichischen Eiskunstlaufmeisterschaften Staatsmeister im Eistanz. Bei den Olympischen Winterspielen 1988 in Calgary nahmen sie für Österreich im Eistanz teil und belegten den fünften Platz. Nach den Olympischen Spielen beendete sie ihre Laufbahn als Eiskunstläuferin und begann eine Schauspielausbildung.

### Schauspiel
Privaten Schauspielunterricht erhielt sie bei Susi Nicoletti und Dany Sigel, außerdem besuchte sie die British American Drama Academy und machte eine Musicalausbildung am Konservatorium der Stadt Wien.
Von 1991 bis 1999 war sie festes Ensemblemitglied am Theater in der Josefstadt, wo sie unter anderem in Der Fall Furtwängler, Das Konzert, Liebesgeschichten und Heurathssachen, Der Raub der Sabinerinnen, Höllenangst, Othello darf nicht platzen und in Mein Freund Harvey zu sehen war. Weitere Engagements hatte sie beispielsweise am Rabenhof Theater, am Stadttheater Klagenfurt, bei den Festspielen Reichenau und den Wiener Festwochen.
2007 lernte sie den Musiker, Komponisten und Produzenten Christian Klikovits kennen, mit dem sie verheiratet ist und in Los Angeles lebt. Kathrin Beck ist Mitglied der Akademie des Österreichischen Films und im Verband der Österreichischen FilmschauspielerInnen.

## Ergebnisse
(Eistanz, gemeinsam mit Christoff Beck)
| Wettbewerb / Jahr               | 1983 | 1984 | 1985 | 1986 | 1987 | 1988 |
| ------------------------------- | ---- | ---- | ---- | ---- | ---- | ---- |
| Olympische Winterspiele         |      |      |      |      |      | 5.   |
| Weltmeisterschaften             | 16.  | 16.  | 9.   | 7.   | 6.   | 5.   |
| Europameisterschaften           |      | 16.  | 6.   | 4.   | 4.   | 5.   |
| Österreichische Meisterschaften | 1.   | 1.   | 1.   | 1.   | 1.   | 1.   |

## Filmografie (Auswahl)
- 1994: Pension Schöller (Regie: Heinz Marecek)
- 1995: Auf immer und ewig
- 1995: Die spanische Fliege (Regie: Heinz Marecek)
- 1996: Kaisermühlen Blues (Fernsehserie, zwei Episoden)
- 1997: Qualtingers Wien
- 1998: Medicopter 117 – Jedes Leben zählt – Inferno ohne Ausweg
- 2002: Medicopter 117 – Jedes Leben zählt – Im Labyrinth
- 2002: Othello darf nicht platzen (Regie: Gernot Friedel, Georg Madeja)
- 2007–2008: Der Arzt vom Wörthersee (Fernsehserie, drei Episoden)
- 2007: Novotny & Maroudi – Zahngötter in Weiß – Zerrungen
- 2007, 2021: SOKO Wien – Vaterliebe, Vendetta
- 2008: Der Besuch der alten Dame
- 2010: King Kongs Tränen (Regie: Peter Kern)
- 2011: Mörderschwestern (Regie: Peter Kern)
- 2012: Vatertag (Fernsehfilm, Regie: Michi Riebl)
- 2014: Die Freischwimmerin
- 2016: Die Stille danach
- 2017: SOKO Kitzbühel – Vermächtnis
- 2017: Counterpart (Fernsehserie, eine Episode)
- 2019: Weihnachten in Wien (Fernsehfilm, Best Christmas Ball Ever!)
- 2019: Vienna Blood – Königin der Nacht (Fernsehreihe)
- 2021: Die Toten von Salzburg – Vergeltung (Fernsehreihe)
- 2021: SOKO Donau/SOKO Wien – Vendetta (Fernsehserie)
- 2022: X-Factor: Das Unfassbare – Okkultes Erbe (Beyond Belief: Fact or Fiction, Fernsehserie)
- 2024: 80 Plus (Alternativtitel Toni und Helene)